# Davide Lepore
Davide Giuseppe Lepore (Roma, 7 agosto 1968) è un doppiatore, direttore del doppiaggio e dialoghista italiano, fratello minore dell'attrice, doppiatrice e cantante Georgia Lepore.

## Biografia
Davide Lepore inizia a lavorare nel mondo del doppiaggio all'età di sette anni, doppiando alcune serie animate giapponesi. In seguito ha doppiato film quali Kramer contro Kramer, Shining, Stand by Me - Ricordo di un'estate, Quando l'amore brucia l'anima - Walk the Line, nonché serie TV quali Buffy l'ammazzavampiri, Paso adelante, Dawson's Creek, JAG - Avvocati in divisa, Roswell.
È noto per aver doppiato il personaggio Chris Griffin nella serie a cartoni animati I Griffin; altri ruoli di rilievo sono stati Milhouse Van Houten de I Simpson, il personaggio John Frink (dalla quinta alla dodicesima stagione), in sostituzione di Maurizio Romano, e di Wakko negli Animaniacs. 
Lepore ha lavorato anche come attore cinematografico sin dal 1974, quando all'età di sei anni ha un ruolo nella commedia militaresca Scusi, si potrebbe evitare il servizio militare?... No!, diretto da Luigi Petrini. Ha inoltre lavorato nelle fiction italiane Don Matteo e Casa Cecilia, in alcuni video musicali e negli adattamenti teatrali di Sogno di una notte di mezza estate, Titanic, I tre moschettieri e mezzo.
Nel 2007 è stato protagonista, assieme a Tonino Accolla, di una puntata di Scherzi a parte, nello scherzo ai danni di Martina Stella.
Nel 2008 ha prestato la propria voce per le parti narrate nell'album Le dimensioni del mio caos, di Caparezza.

## Doppiaggio

### Film
- Rhys Darby in Jumanji - Benvenuti nella giungla, Jumanji: The Next Level, Colpi d'amore
- Christopher Masterson in Scary Movie 2
- Gary Riley in Stand by Me - Ricordo di un'estate
- Danny Lloyd in Shining
- Rick Schroder in Il bambino e il grande cacciatore, Il piccolo Lord
- Bertil Guve in Fanny e Alexander
- Joe Seely in Nightmare 5 - Il mito
- Kal Penn in Epic Movie
- Paul Whitehouse in Alice in Wonderland
- Justin Henry in Kramer contro Kramer
- Dan John Miller in Quando l'amore brucia l'anima - Walk the Line
- Christian Fitzharris in Sister Act 2 - Più svitata che mai
- Scott Capurro in Mrs. Doubtfire - Mammo per sempre
- Shedrack Anderson III in Il mio grasso grosso amico Albert
- Reno Wilson in Transformers - La vendetta del caduto
- Harland Williams in Scemo & più scemo
- Vas Blackwood in  Lock & Stock - Pazzi scatenati
- Ludacris in Fred Claus - Un fratello sotto l'albero
- Nicky Katt in La voce dell'amore
- Alessandro Juliani in L'uomo d'acciaio
- Austin O'Brien in Il tagliaerbe 2 - The Cyberspace
- David Collins in Furiosa: A Mad Max Saga

### Film d'animazione e cortometraggi
- Bambino ne L'asinello
- Penny ne Le avventure di Bianca e Bernie
- Hanappe in Hanappe Bazooka
- Kenshin Himura in Kenshin - Samurai vagabondo: The Movie
- Joey in Tom & Jerry e l'anello incantato
- Killer A in Il gatto con gli stivali (edizione DVD - 2004)
- Crilin in Film di Dragon Ball (doppiaggio dynamic)
- Nick in Barbie - La principessa e la povera
- Dodo in L'era glaciale
- Chris Griffin in La storia segreta di Stewie Griffin
- Joe in Team America: World Police
- Puck in Una magica notte d'estate
- Milhouse Van Houten in I Simpson - Il film
- Bibbio in L'arca di Noè
- Gallaxhar in Mostri contro alieni
- Munk in Biancaneve e gli 007 nani
- Cine Annunciatore in Up
- Sparks in Toy Story 3 - La grande fuga
- Motty in Nut Job - Operazione noccioline e in Nut Job 2 - Tutto molto divertente
- Mister Pasticcio in Boxtrolls - Le scatole magiche
- Scrocchino in Ooops! Ho perso l'arca...
- Senatore Falerius in Asterix e il Regno degli dei
- Guardia Subconscio Frank in Inside Out
- Trapper in Bigfoot Junior
- Migirin e Hidarin in Yes! Pretty Cure 5 - Le Pretty Cure nel Regno degli Specchi
- Gargamella in I Puffi - Viaggio nella foresta segreta
- Vito in Ozzy - Cucciolo coraggioso
- Colin Cowling in Planes
- Melvin Sneedly in Capitan Mutanda - Il film
- Rocko in La vita moderna di Rocko: Attrazione statica
- Gomamon in Digimon Adventure: Last Evolution Kizuna
- Nolan in Garfield - Una missione gustosa

### Film TV e miniserie televisive
- Rick Schroder in Il piccolo Lord
- Oliver Hudson in San Giovanni - L'apocalisse
- Fernando Vera in Mr. Robot

### Serie televisive
- Miguel Ángel Muñoz in Paso adelante
- Michael Pitt in Dawson's Creek
- Chuck Carrington in JAG - Avvocati in divisa
- Nick Wechsler in Roswell
- Seth Green in Buffy l'ammazzavampiri
- David Spade in Le regole dell'amore
- Fred Savage in Compagni di università
- Rhys Darby in Flight of the Conchords

### Anime e serie animate
- Duman in Winx Club
- Yūsaku Hino in Capricciosa Orange Road (doppiaggio Dynamic Italia)
- Bakari ne L'isola di Rimba
- Makoto Kurumizawa in Boys Be
- Mostro in Un mostro tutto da ridere
- Milhouse Van Houten, prof. John Frink (1ª voce, st.1-2),  Michael Jackson/Leon Kompowsky , Avvocato dai capelli blu , Ralph Winchester (1ª voce, st.1-3, st.8-ep.8.16), Spada (1ª voce, st.1-7, ep.21.8) e Patata (ep.6.21) in I Simpson
- Avvocato dai capelli blu ne I Griffin (ep.13.1)
- Numero 2 (2ª voce) in Nome in codice: Kommando Nuovi Diavoli
- Koji Jefferson Sakai ne La squadra del cuore
- Benny Haha in Duel Masters
- Principe Jobah ne Le nuove avventure di Ocean Girl
- Ba-Bau in MacDonald's Farm
- Stone in Popolocrois
- Eco in Lunar Jim
- Sergente Stripes e Ispettore Hector in Sergente Stripes
- Tuttobrando in Leonardo
- Rekkit in Rekkit Rabbit
- Brian in Iridella
- Napoleon (1ª voce) in Holly e Benji - Due fuoriclasse
- Reggie Mantle in Zero in condotta
- Jeff in Palla al centro per Rudy
- Sheevas in Sheevas 1-2-3 Il Dio Perduto di Ikaros
- Jesse in Free Willy
- Darryl Singletary ne Un vagone di desideri e un'ondata di guai per Nick
- Bad Mint in K.O. Century Beast III
- Henry Morgan in Jolanda, la figlia del Corsaro Nero
- Kintaro Oe in Golden Boy
- Wakko Warner in Animaniacs
- Wakko Warner in Freakazoid!
- Gomamon in Digimon Adventure e Digimon Adventure 02
- Raj in Camp Lazlo (seconda edizione)
- Clifford in Clifford
- Belson Noles in Clarence
- Ciacci in Sitting Ducks
- Bass e Snakeman in MegaMan NT Warrior, MegaMan NT Warrior Axess
- Henry in Tomodachi Life: The TV Series
- Dino (2ª voce) e Jeff in Le Superchicche
- Kazama in Shin Chan
- Chris Griffin in I Griffin
- Juandissimo il Magnifico in Due fantagenitori
- Viral in Sfondamento dei cieli Gurren Lagann
- Dottor Blowhole in I pinguini di Madagascar.
- Mr. Whiskers in Brandy & Mr. Whiskers
- Linda Belcher in Bob's Burgers
- Presidente delle fate in Il piccolo regno di Ben e Holly
- Alva Gunderson in Disincanto
- Mushmouth in Albertone
- Wiggle e Felix in Miss Spider
- Monty Monogram in Phineas e Ferb
- Cumberlayne Aresko in Star Wars Rebels
- Belson Noles in Clarence
- Melvin Sneedly/Melvinborg ne Le epiche avventure di Capitan Mutanda
- Cletus Kasady/Carnage in Spider-Man - L'Uomo Ragno
- Vedete in Super Drags
- Gust Tumbleweed in Trolls: TrollsTopia
- Hakuba in Shinzo
- Salsiccia Sapiente (ep.3x12) in Il barbiere pasticciere
- Song Chi-Yul in Solo Leveling
- Travis in Hazbin Hotel
- Stimpy in The Ren & Stimpy Show (ridoppiaggio)

### Videogiochi
- Fanfulla ne La carica dei 102: Cuccioli alla riscossa[1]
- Leprotto Bisestile in Disneyland Adventures[2]
- Gilda in Epic Mickey 2: L'avventura di Topolino e Oswald[3]
- Milhouse Van Houten in I Simpson - Il Videogioco

## Discografia
- 1981 – God Sigma/God Sigma Theme

## Riconoscimenti
La Musa D’Oro 2025 - Miglior direzione di doppiaggio Serie a puntate – per Ripley 